# Comptosia sylvana
Comptosia sylvana är en tvåvingeart som först beskrevs av Fabricius 1775.  Comptosia sylvana ingår i släktet Comptosia och familjen svävflugor. Inga underarter finns listade i Catalogue of Life.